# منطقه ۲۰ پاریس
منطقه ۲۰ پاریس(به فرانسوی: 20e arrondissement de Paris)آخرین منطقه از ۲۰ منطقه پاریس پایتخت فرانسه است و در ساحل سمت راست رود سن قرار دارد. این منطقه با نام منطقه منیمونتان نیز شناخته می‌شود که به ندرت از این نام استفاده می‌شود. این منطقه به خاطر گورستان پر-لاشز که مشاهیر فراوانی در آن به خاک سپرده شده‌اند، در سطح جهانی معروف است.

## جغرافیای منطقه
سطح این منطقه ۵.۹۸۴ کیلومتر مربع است.